# Berg (Pfaffenhofen an der Roth)
Berg ist ein Ortsteil des Marktes Pfaffenhofen an der Roth und eine Gemarkung im Landkreis Neu-Ulm im Westen des bayerischen Regierungsbezirks Schwaben.

## Lage
Das Dorf liegt am Osthang der Roth. Zur Mitte des Hauptortes sind es aus dem nördlich gelegenen Ortsteil rund eineinhalb Kilometer. Am östlichen Ortsrand führt die Staatsstraße 2021 vorbei.

## Geschichte
Der Ort war geteilt in Ober- und Unterberg. Später wurde er „Rothtalberg“ genannt. 1822 wurde die beiden Dörfer unter dem Namen Berg vereint und aus dem bisherigen Gemeindeverband mit Roth getrennt. Zu dieser Zeit hatte der Ort 157 Bewohner in 26 Häusern. 
Am 1. Januar 1972 wurde die 257 Hektar umfassende Gemeinde Berg, die keine weiteren Ortsteile hatte, in den Markt Pfaffenhofen eingegliedert.